# Mistrzostwa Azji Juniorów w Lekkoatletyce 2008
13. Mistrzostwa Azji Juniorów w Lekkoatletyce – impreza sportowa dla zawodników w wieku do lat 19, która odbyła się Dżakarcie, stolicy Indonezji, między 12 i 15 czerwca 2008 roku. Organizatorem czempionatu było Azjatyckie Stowarzyszenie Lekkoatletyczne.

## Rezultaty
| PB – rekord życiowy \| SB – najlepszy wynik w sezonie 2008 \| NYR – rekord kraju juniorów młodszych \| NJR – rekord kraju juniorów \| NR – rekord kraju \| CR – rekord mistrzostw Azji juniorów \| w – wynik uzyskany przy zbyt silnym wietrze |

### Mężczyźni
| Konkurencja:                  | 1. miejsce                                                                               | Rezultat        | 2. miejsce                                                                              | Rezultat     | 3. miejsce                                                                                  | Rezultat    |
| Bieg na 100 m                 | Lai Chun Ho                                                                              | 10.43           | Shehan Abeypitiyage                                                                     | 10.55        | Tsui Chi-Ho                                                                                 | 10.56       |
| Bieg na 200 m                 | Omar Juma Al-Salfa                                                                       | 21.04           | Huang Xiang                                                                             | 21.26        | Adel Jaber Al-Asiri                                                                         | 21.38       |
| Bieg na 400 m                 | Ismail Al-Sabani                                                                         | 46.33 SB        | You Cheng                                                                               | 46.93        | Sung Hyuk-ye                                                                                | 47.40 PB    |
| Bieg na 800 m                 | Abdulrahman Musaeb Bala                                                                  | 1:52.45         | Amir Moradi                                                                             | 1:52.62      | S.W.G.J. Weerasinghe                                                                        | 1:53.53     |
| Bieg na 1500 m                | Charles Koech                                                                            | 3:48.46         | Imed Hamed Moh. Nour                                                                    | 3:49.47 SB   | Xu Song                                                                                     | 3:52.81     |
| Bieg na 5000 m                | Charles Koech                                                                            | 14:29.55        | Ryuji Kashiwabara                                                                       | 14:52.05     | Jeong Jin-hyeong                                                                            | 15:00.39    |
| Bieg na 10000 m               | Majed Saleh Bashir                                                                       | 33:08.17        | Mohammad Foroud                                                                         | 34:25.74 PB  | Ridwan                                                                                      | 34:33.28 PB |
| Bieg na 110 m przez płotki    | Jin Nakamura                                                                             | 13.69           | Ko Wen-ting                                                                             | 13.70        | Sami Ahmed Al-Haider                                                                        | 13.87       |
| Bieg na 400 m przez płotki    | Motoharu Kino                                                                            | 50.76 SB        | Lee Seung-yun                                                                           | 50.95 NJR SB | Jassem Waleed Al-Mass                                                                       | 52.16       |
| Bieg na 3000 m z przeszkodami | Majed Saleh Bashir                                                                       | 8:56.90         | Wang Chiu-chun                                                                          | 9:17.42      | Mohammad Foroud                                                                             | 9:24.72 SB  |
| Sztafeta 4 x 100 m            | Japonia · Genki Kawai · Seiya Hane · Kohei Yoshida · Shogo Yano                          | 40.22           | Tajlandia · Poommanus Jankem · Wattana Deewong · Weerawat Prarueang · Suppachai Chimdee | 40.31        | Hongkong / Chiny · Chan Kei Fung · Tsui Chi-Ho · Tong Hang · Lai Chun Ho                    | 41.17       |
| Sztafeta 4 x 400 m            | Tajlandia · Yotsanee Chanwit · Chanatip Ruckburee · Saharat Sammayan · Suppachai Chimdee | 3:10.86         | Indie · Jithin Paul · Parveen Kumar · Inderjit Singh · Shejil Varghese                  | 3:12.94      | Arabia Saudyjska · Faris Al-Sharaheli · Adel Jaber Al-Asseri · Emad Noor · Ismail Al-Sabani | 3:15.65     |
| Chód na 10000 m               | Yang Tao                                                                                 | 43:21.27 SB     | Geng Lingfu                                                                             | 43:43.91     | Hiroki Nagaiwa                                                                              | 45:07.14    |
| Skok wzwyż                    | Lakshmanan Yogaraj                                                                       | 2.14 =PB        | Chen Cheng                                                                              | 2.14         | Manato Onoda                                                                                | 2.11        |
| Skok o tyczce                 | Yuya Ariake                                                                              | 5.20 =SB        | Liao Shu-kai                                                                            | 4.80 =PB     | Nikita Filippow                                                                             | 4.80 =PB    |
| Skok w dal                    | Weng Yongfeng                                                                            | 8.05            | Mubarak Jasser Al-Jassem                                                                | 7.74w        | Li Jinzhe                                                                                   | 7.47        |
| Trójskok                      | Mohamed Yusuf Salman                                                                     | 16.64 NJR NR SB | Jiang Wei                                                                               | 16.10        | Yang Yang                                                                                   | 16.06       |
| Pchnięcie kulą                | Grigoriy Kamulya                                                                         | 19.96 PB        | Sergey Dementyev                                                                        | 18.43 PB     | Jasdeep Singh                                                                               | 18.04 PB    |
| Rzut dyskiem                  | Mostan Motamed                                                                           | 58.69 PB        | Hamid Mansoor                                                                           | 56.36 SB     | Huang Wei                                                                                   | 55.31 PB    |
| Rzut młotem                   | Park Young-sik                                                                           | 65.03 PB        | Aliszer Eszbekow                                                                        | 64.57        | Ahmed Amer Ahmed                                                                            | 57.45       |
| Rzut oszczepem                | Bobur Shokirjonov                                                                        | 66.03           | Park Won-kil                                                                            | 64.70        | Rahmatollah Tatari                                                                          | 63.71       |
| Dziesięciobój                 | Aleksander Czernow                                                                       | 6434 pkt.       | Yun Yeong-hak                                                                           | 6226 pkt.    | Ahmed Al-Maqbali                                                                            | 5773 pkt.   |

### Kobiety
| Konkurencja:                  | 1. miejsce                                                                              | Rezultat           | 2. miejsce                                                                            | Rezultat           | 3. miejsce                                                                       | Rezultat     |
| Bieg na 100 m                 | Jinthara Seangdee                                                                       | 11.75              | Han Huijiang                                                                          | 11.88              | Serafi Anelies Unani                                                             | 11.93 SB     |
| Bieg na 200 m                 | Jinthara Seangdee                                                                       | 24.10              | Tassaporn Wannakit                                                                    | 24.43              | Liu Tingting                                                                     | 24.64        |
| Bieg na 400 m                 | Chen Lin                                                                                | 53.68              | Huang Meiling                                                                         | 54.74              | Yen Tai-ting                                                                     | 55.29        |
| Bieg na 800 m                 | Tong Xiaomei                                                                            | 2:06.64            | Tintu Luka                                                                            | 2:08.63            | Simon Rajam Bindhu                                                               | 2:11.13      |
| Bieg na 1500 m                | Liu Fang                                                                                | 4:28.50            | Simon Rajam Bindhu                                                                    | 4:29.18            | Wiktoria Poljudina                                                               | 4:31.45      |
| Bieg na 3000 m                | Michi Numata                                                                            | 9:33.86            | Savita Dhankar                                                                        | 9:39.83 PB         | Wiktoria Poljudina                                                               | 9:41.21 PB   |
| Bieg na 5000 m                | Hao Xiaofan                                                                             | 17:08.84           | Kasumi Nishihara                                                                      | 17:11.14           | Akiko Matsuyama                                                                  | 17:20.11     |
| Bieg na 100 m przez płotki    | Deng Ru                                                                                 | 13.59              | Wang Li                                                                               | 13.84              | Nozomi Yamamoto                                                                  | 13.95        |
| Bieg na 400 m przez płotki    | Ghofrane Mohammad                                                                       | 57.85 SB           | Deng Xiaoqing                                                                         | 58.76              | Taissa Machmajewa                                                                | 59.30 SB     |
| Bieg na 3000 m z przeszkodami | Marina Podkorytowa                                                                      | 10:57.59 PB        | Bara´a Awadallah Marouane                                                             | 11:32.90 NR NJR PB | Novita Andriani                                                                  | 11:37.25 PB  |
| Sztafeta 4 x 100 m            | Tajlandia · Kamonch Sornplod · Sintara Seangdee · Tassporn Wannakit · Athchima Engchuan | 45.95              | Chiny · Deng Ru · Huang Meiling · Liu Tingting · Han Huijiang                         | 45.98              | Chińskie Tajpej · Chuang Chih-han · Chang Hsin-fang · Yen Tai-ting · Lin Wen-wen | 47.05        |
| Sztafeta 4 x 400 m            | Chiny · Han Huijiang · Tong Xiaomei · Huang Meiling · Chen Lin                          | 3:39.67            | Kazachstan · Natalia Tukowa · Jelena Geptina · Margarita Kudinowa · Taissa Machmajewa | 3:42.20            | Indie · Juana Murmu · Chinchu Jose · Anu Mariam Jose · Tintu Lukka               | 3:42.47      |
| Chód na 10000 m               | Yu Miao                                                                                 | 46:17.44 PB        | Li Yanfei                                                                             | 46:46.52           | Kumiko Okada                                                                     | 47:01.45     |
| Skok wzwyż                    | Jessica Fung Wai Yee                                                                    | 1.78 NR NJR NYR PB | Xu Jie                                                                                | 1.74               | Dương Thị Việt Anh                                                               | 1.70         |
| Skok o tyczce                 | Tomoko Sumishi                                                                          | 3.90 =SB           | Huang Minming                                                                         | 3.90               | Miki Motomiya                                                                    | 3.70         |
| Skok w dal                    | Bao Sha                                                                                 | 6.32               | Li Yanmei                                                                             | 6.28 SB            | Bae Chan-mi                                                                      | 6.10 PB      |
| Trójskok                      | Li Yanmei                                                                               | 13.60              | Maria Natalia Londa                                                                   | 13.24 SB           | Hu Qian                                                                          | 13.01        |
| Pchnięcie kulą                | Meng Qianqian                                                                           | 16.49              | Ma Qiao                                                                               | 14.68              | Sofia Burchanowa                                                                 | 14.16        |
| Rzut dyskiem                  | Xi Shangxue                                                                             | 52.63              | Jin Yuanyuan                                                                          | 52.40 SB           | Li Wen-hua                                                                       | 52.15        |
| Rzut młotem                   | Galina Mitjajewa                                                                        | 57.83              | Lee Jae-young                                                                         | 54.15              | Tatiana Bem                                                                      | 52.24        |
| Rzut oszczepem                | Li Lingwei                                                                              | 54.72              | Anastasiya Svechnikova                                                                | 51.58              | Riyoko Miyamoto                                                                  | 50.76        |
| Siedmiobój                    | Chu Chia-ling                                                                           | 4871 pkt. SB       | Lee Yi-jung                                                                           | 4730 pkt. PB       | Olga Łapina                                                                      | 4697 pkt. SB |